# Novela
Novela je kratko prozno djelo sažete radnje čija fabula govori o isječku iz nečijega života te najčešće sadrži samo jedan događaj i samo nekoliko likova. Njezina se radnja događa u relativno kratkom vremenskom isječku i na relativno ograničenom prostoru.
Nastaje početkom renesanse paralelno s romanom u vrijeme sekularizacije i desakralizacije književnosti. 
Prvim se novelama smatraju one iz Dekamerona talijanskoga pisca Giovannija Boccaccia.

## Vanjske poveznice
- LZMK / Proleksis enciklopedija: novela
- novela Hrvatska enciklopedija. LZMK
- LZMK / Krležijana: Novelistika  Arhivirana inačica izvorne stranice od 5. ožujka 2016. (Wayback Machine)